# Georges Holderith
Georges Holderith (né à Lauterbourg né le 18 septembre 1912, décédé le 22 avril 1978 à Schiltigheim), est un germaniste et haut fonctionnaire français, auteur d'une méthode d'enseignement de l'allemand dès l'école primaire, mise en place en 1972 et connue sous le nom de « méthode Holderith ». Celle-ci privilégie l'apprentissage de la langue en situation, par des sketches, ainsi que les méthodes audiovisuelles.
D'abord instituteur et inspecteur primaire, Georges Holderith réussit le CAPES d'allemand, puis l'agrégation. Il se tourne ensuite vers une carrière plus administrative. D'abord nommé inspecteur d'académie (1954), il devient directeur adjoint de l’enseignement du premier degré au ministère de l’Éducation nationale (1960), puis inspecteur général de l'instruction publique (1972).
En 1978, il publie une anthologie, Poètes et prosateurs d'Alsace, dans laquelle il écrit : « Le dialecte, c'est le sang d'une région qui n'est pas normalisée et conditionnée par Paris ».
Il est le premier à recevoir en 1976, le Bretzel d'or décerné annuellement par l'Institut des arts et traditions populaires d'Alsace.